# Maria Le Hardouin
Pour les articles homonymes, voir Hardouin.
Maria Le Hardouin, née Sabine d'Outhoorn le 4 février 1912 à Genève en Suisse et morte le 24 mai 1967 à Paris 16e, est une femme de lettres et de télévision. Elle est lauréate du prix Femina en 1949.

## Biographie
Maria Le Hardouin nait en Suisse de parents français. À l'âge de sept ans, elle est atteinte d'une coxalgie qui la laisse handicapée à vie. Après des études de sciences politiques, à l'École du Louvre et à l'Institut d'art et d'archéologie, elle se fait connaitre avec les romans La Voile noire et L'Étoile absinthe. Le prix Femina lui est décerné en 1949 pour La Dame de cœur. À la télévision, elle produit et présente des émissions telles que Les Chevaliers et Au galop à travers le temps.

## Œuvre
- 1941 : Dialogue à un seul personnage
- 1942 : Journal de la jalousie
- 1943 : La Voile noire
- 1944 : Samson ou le Héros des temps futurs
- 1944 : Celui qui n'était pas un héros
- 1947 : L'Étoile absinthe
- 1948 : Colette, une biographie
- 1949 : La Dame de cœur – prix Femina
- 1951 : Les Amours parallèles
- 1956 : Colette
- 1956 : Recherche d'une éternité
- 1961 : À la mémoire d'un homme
- 1962 : Rimbaud le transfuge...